# HD 57263
HD 57263，又名BD+39 1927，SAO 60012、HR 2792，是一颗恒星，视星等为6.4，位于銀經179.29，銀緯22.31，其B1900.0坐标为赤經7h 15m 23.8s，赤緯+39° 22.31′ 5″。